# Catedral basílica de San José (Edmonton)
La Basílica de San José o bien Catedral Basílica de San José (en inglés: St. Joseph's Cathedral Basilica) es una basílica menor en Edmonton, Alberta, Canadá. La basílica, que se encuentra justo al oeste del centro de la ciudad es la catedral de la arquidiócesis de Edmonton y es una de las iglesias más grandes de Edmonton. Es la única basílica en Alberta.
Es de destacar la arquitectura con los 60 vitrales que representan escenas del Antiguo y el Nuevo Testamento y la conexión de la iglesia con San Alberto, la primera diócesis en Alberta.
La historia de San José comenzó en 1913. Para la época la principal iglesia franco-canadiense de la ciudad, la de San Joaquín, ya no era capaz de hacer frente a la creciente población de los feligreses de habla inglesa. Un gran sótano fue excavado y se vertió el hormigón. La nueva iglesia pudo funcionar como iglesia cripta desde ese momento hasta que el edificio se completó finalmente en 1963.